# Leptoscyphus abditus
Leptoscyphus abditus là một loài Rêu trong họ Geocalycaceae. Loài này được (Sull.) Dugas mô tả khoa học đầu tiên năm 1929.